# 200-Euro-Münze
200-Euro-Münzen werden von mehreren europäischen Ländern herausgegeben. Die folgende Auflistung führt zu den entsprechenden Ausgabeländern und deren Sammlermünzen-Editionen:
- 200-Euro-Münze (Deutschland), siehe Gedenkmünzen der Bundesrepublik Deutschland #200-Euro-Goldmünze
- 200-Euro-Münze (Frankreich), siehe Französische Euromünzen #200 Euro
- 200-Euro-Münze (Griechenland), siehe Griechische Euromünzen #200 Euro
- 200-Euro-Münze (Kroatien), siehe Kroatische Euromünzen #200 Euro
- 200-Euro-Münze (Spanien), siehe Spanische Euromünzen #200 Euro
- 200-Euro-Münze (Vatikan), siehe Vatikanische Euromünzen #200 Euro